# Podoserpula miranda
Podoserpula miranda jest vrsta gljive iz reda Amylocorticiales. Otkrivena je u Novoj Kaledoniji i formalno je opisana 2012. godine. Ružičaste je boje koja podsjeća na šećernu vunu te sastavljena od nekoliko „katova”, zbog čega je u engleskom jeziku dobila naziv »Barbie pagoda fungus« („Barbiejina pagodasta gljiva”).
Specifični epitet vrste, miranda, na latinskom znači „divna”.

## Opis
Ova je gljiva sastavljena od 3 – 6 okomito naslaganih ljevkastih klobuka, a između njih po 1 cm stručka, čime se razlikuje od ostalih stapčarki. Raste do otprilike 10 cm visine. Staro ili ozlijeđeno meso postaje oker ili boje hrđe.

## Rasprostranjenost
Vrstu se gotovo isključivo nalazi na području južno od Grande Terre, od Col des deux Tétons do brane Yaté i botaničkog rezervata Pic du Grand Kaori, uz nekoliko zabilježenih opažanja kod Bogote. Raste na tlu, isključivo pod stablom Arillastrum gummiferum, endemskim Novoj Kaledoniji te postoji mogućnost da je parazitska vrsta.
Procjenjuje se da ju se može pronaći na tek 20 mjesta, gdje se na svakom nalazi 2 – 3 funkcionalne jedinke, a kod svake od njih 2 – 4 zrelih jedinki. Time se broj procjenjuje na 80 – 240 zrelih jedinki unutar jedne jedine populacije.

## Ugroženost
Podoserpula miranda je 2019. godine proglašena kritično ugroženom vrstom. Smatra se da su najznačajniji faktori u njenom izumiranju krčenje šuma, požari te velik broj neautohtonih divljih konja, svinja i stoke koji selektivno brste tlo u šumama u kojima gljiva raste.